# Leezdorf
Leezdorf là một đô thị ở huyện huyện Aurich, trong bang Niedersachsen, nước Đức. Đô thị Leezdorf có diện tích 8,45 km².